# Korbesberg
Korbesberg oder Korbeshügel ist der Name eines Hügels sowie einer mutmaßlichen Wüstung bei Lengefeld im Stadtgebiet von Sangerhausen im Landkreis Mansfeld-Südharz in Sachsen-Anhalt.

## Geschichte
In einem zwischen 881 und 899 entstandenen Verzeichnis des Zehnten des Klosters Hersfeld (Hersfelder Zehntverzeichnis) wird der zehntpflichtige Ort Gerburgoburc im Friesenfeld im Abschnitt A urkundlich erwähnt. Die Identifizierung mit dem Korbesberg, der sich westlich von Pfeiffersheim befindet, erfolgte im 19. Jahrhundert, ist aber nicht gesichert, da auch andere Standorte der im Abschnitt B Gerburgoburg genannten Burgensiedlung diskutiert wurden und werden.
Koordinaten: 51° 29′ 4,2″ N, 11° 13′ 39,2″ O